# Гиппиус, Евгений Владимирович
Евгений Владимирович (Вольдемарович) Гиппиус (24 июня [7 июля] 1903, Царское Село, Санкт-Петербургская губерния, Российская империя — 5 июня 1985, Москва, СССР) — советский музыковед и музыкальный этнограф; кандидат исторических наук, доктор искусствоведения (1958), профессор (1944); заслуженный деятель науки Кабардино-Балкарии. Под его редакцией и руководством в 1980, 1981, 1986 и 1990 годах был издан многотомный труд «Народные песни и инструментальные наигрыши адыгов».

## Биография
Родился 24 июня (7 июля по новому стилю) 1903 года в Царском Селе, ныне город Пушкин, в семье петербургского литератора и педагога Тенишевского училища — В. В. Гиппиуса.
Первоначально учился в Тенишевском училище, которое окончил в 1920 году. В 1920—1924 годах учился на этнолого-лингвистическом отделении Петроградского университета, закончил в 1924 году Ленинградский институт истории искусств. В 1928 году окончил научно-композиторский факультет Ленинградской консерватории по классам композиции М. О. Штейнберга, дирижирования — Н. А. Малько и истории музыки — Б. В. Асафьева. Опыт библиографической и научной работы Гиппиус получил, работая библиотекарем Политуправления 7-й Армии (1920) и библиотечным инструктором в Политуправлении Петроградского военного округа (1921), а позже — научного сотрудника Публичной библиотеки (1923—1925).
С 1926 года Гиппиус занимался собиранием и изучением народной музыки, танца и поэзии. Участвовал в экспедициях по Крайнему Северу, Центральной России, Белорусскому Полесью, Армении и Узбекистану. Евгений Владимирович был основателем в 1927 году и научным руководителем (до 1943 года) фонограммного архива АН СССР, одновременно в 1931—1941 годах работал в Институте антропологии, этнографии. В 1939—1941 годах — заведующий кафедрой народной музыки Ленинградской консерватории; в 1944—1949 годах — профессор и заведующий кафедрой народной музыки Московской консерватории. В 1951—1952 годах работал старшим научным сотрудником Института этнографии АН СССР; в марте 1953 года был утвержден членом редакционного совета издательства «Музгиз»; в 1959—1963 годах работал в Институте истории искусств Министерства культуры СССР.
В годы Великой Отечественной войны находился в Ленинграде, продолжал научную и издательскую деятельность. Лично переносил фонографические валики Фонограммархива в кладовые Эрмитажа. За это был награждён медалями «За оборону Ленинграда» (1943) и «За доблестный труд в Великой Отечественной войне 1941—1945 гг.» (1945).
Умер 5 июня 1985 года в Москве. Похоронен на Востряковском кладбище. С 1984 года в Ленинградском государственном институте театра, музыки и кинематографии (ныне Санкт-Петербургская государственная академия театрального искусства) в память об учёном раз в 2 года проходит конференция этномузыковедов «Гиппиусовские чтения».

## Основные работы
- «Песни Пинежья» (1937; совм. с З. В. Эвальд).
- «Осетинские народные песни, собранные Б. А. Галаевым в звукозаписях, нотированных совместно Б. А. Галаевым и  Е. В. Гиппиусом (1964, редактор)
- «20 русских народных песен» (1979, редактор)
- «Народные песни и инструментальные наигрыши адыгов» (тт. 1—3, 1980—1990, редактор)
- «Песни Заонежья в записях 1880—1980 гг.» (1987, редактор)
- Избранные труды в контексте белорусской этномузыкологии. Минск. 2004.